# Chiedi la luna
Pour plus de détails, voir Fiche technique et Distribution.
Chiedi la luna est un film italien réalisé par Giuseppe Piccioni, sorti en 1991, avec Margherita Buy et Giulio Scarpati dans les rôles principaux.

## Synopsis
Marco Salviati (Giulio Scarpati) travaille comme vendeur de voiture à Vérone dans l'entreprise familiale, auprès de sa femme, de son père et de son frère. Après la mort de son père, il part à la recherche de son frère qui a disparu sans laisser de traces, emportant avec lui une forte somme d'argent appartenant à la société. Il se rend d'abord à Pérouse afin d'y rencontrer Elena Bacchelli (Margherita Buy), la petite amie de son frère. Sans nouvelles de son concubin, elle se décide alors à accompagner Marco dans ses recherches. Ils voyagent ensemble, rencontrant une improbable galerie de personnages alors que, peu à peu, naît entre eux une idylle amoureuse ...

## Fiche technique
- Titre : Chiedi la luna
- Titre original : Chiedi la luna
- Réalisation : Giuseppe Piccioni
- Scénario : Franco Bernini, Enzo Monteleone et Giuseppe Piccioni
- Photographie : Roberto Meddi (it)
- Montage : Angelo Nicolini
- Musique : Antonio Di Pofi
- Costumes : Marina Campanale
- Décors : Massimo Corevi (it)
- Producteur : Cecilia Cope, Francesco Nardello et Mario Orfini
- Société de production : Eidoscope Productions, RAI Radiotelevisione Italiana
- Pays d'origine :  Italie
- Langage : Italien
- Format : Couleur
- Genre : Comédie, road movie
- Durée : 88 minutes
- Dates de sortie :
  - Italie : 7 septembre 1991 (Mostra de Venise)
  - Italie : 4 octobre 1991

## Distribution
- Giulio Scarpati: Marco Salviati
- Margherita Buy: Elena Bacchelli
- Roberto Citran: Francesco
- Daniela Giordano (it): Daniela
- Massimo Lodolo (it): Emilio
- Mauro Marino (it): un joueur de poker
- Sergio Rubini: un auto-stoppeur
- Stefano Abbati (it): Gianluca
- Mary Sellers (en): Laura

## Autour du film
- Le film a été tourné dans la région de l'Ombrie en Italie, notamment dans les villes de Pérouse et Gubbio.

## Prix et distinctions
- Sacher d'or de la meilleure actrice en 1992 pour Margherita Buy.
- Nomination au Ciak d'oro du meilleur scénario en 1992 pour Franco Bernini, Enzo Monteleone et Giuseppe Piccioni.
- Nomination au Ciak d'oro du meilleur montage en 1992 pour Angelo Nicolini.
- Nomination au Ciak d'oro du meilleur son en prise directe en 1992 à Bruno Pupparo (it).
- Nomination au Ruban d'argent du meilleur producteur en 1992 pour Mario Orfini.